# Gruvbanan
Gruvbanan är en elektriskt driven berg- och dalbana av typen Powered Coaster på nöjesfältet Skara Sommarland i Axvall. Attraktionen uppfördes år 1987 under namnet Berg & Dalbanan och byggdes av den Tyska tillverkaren Mack Rides GmbH & Co KG. Gruvbanan står i början av tivoli-området bredvid Slänggungan.
Idag (2015) är Gruvbanan en av parkens mest populära attraktioner och besöks av cirka 80 % av besökarna i parken.

## Historia

### Berg- och dalbanan 1987 - 1997
Under de första åren hade Gruvbanan som då hade namnet Berg & Dalbanan en annan placering i parken. Den stod på en kulle några meter ifrån där vattenattraktionen Vortex står idag.

### Gruvbanan 1997 -
År 1997 togs parken över av företaget Rasta AB, den nya ägaren ville organisera om och beslutade då att gruppera alla attraktioner i tivolilandet och Berg & Dalbanan flyttades då till sin nuvarande plats i tivoliparken. Det gjordes även en upprustning av attraktionen. Bland annat byggdes det en ny kögång med gruvtema med ljudeffekter och blinkande lampor. En plåtbyggnad sattes in över första spiralen med troll och även där ljudeffekter. Samt fick sitt nuvarande namn Gruvbanan.